# Acacia aculeiformis
Acacia aculeiformis är en ärtväxtart som beskrevs av Bruce R. Maslin. Acacia aculeiformis ingår i släktet akacior, och familjen ärtväxter. Inga underarter finns listade i Catalogue of Life.